# Ето (Горња Савоја)
Ето (фр. Etaux) насеље је и општина у источној Француској у региону Рона-Алпи, у департману Горња Савоја која припада префектури Бонвил.
По подацима из 2011. године у општини је живело 1737 становника, а густина насељености је износила 126,88 становника/km². Општина се простире на површини од 13,69 km². Налази се на средњој надморској висини од 640 метара (максималној 922 m, а минималној 580 m).

## Демографија
| 1962. | 1968. | 1975. | 1982. | 1990. | 1999. | 2011. |
| ----- | ----- | ----- | ----- | ----- | ----- | ----- |
| 373   | 450   | 519   | 638   | 878   | 1.090 | 1.737 |

График промене броја становника у току последњих година